# Silverclaw
Silverclaw est une super-héroïne appartenant à l'univers de Marvel Comics. Créé par le scénariste Kurt Busiek et le dessinateur George Pérez, le personnage de fiction apparaît pour la première fois dans le comic book Avengers vol.3 #8 en 1998. Silverclaw est un membre réserviste des Vengeurs.

## Historique de publication

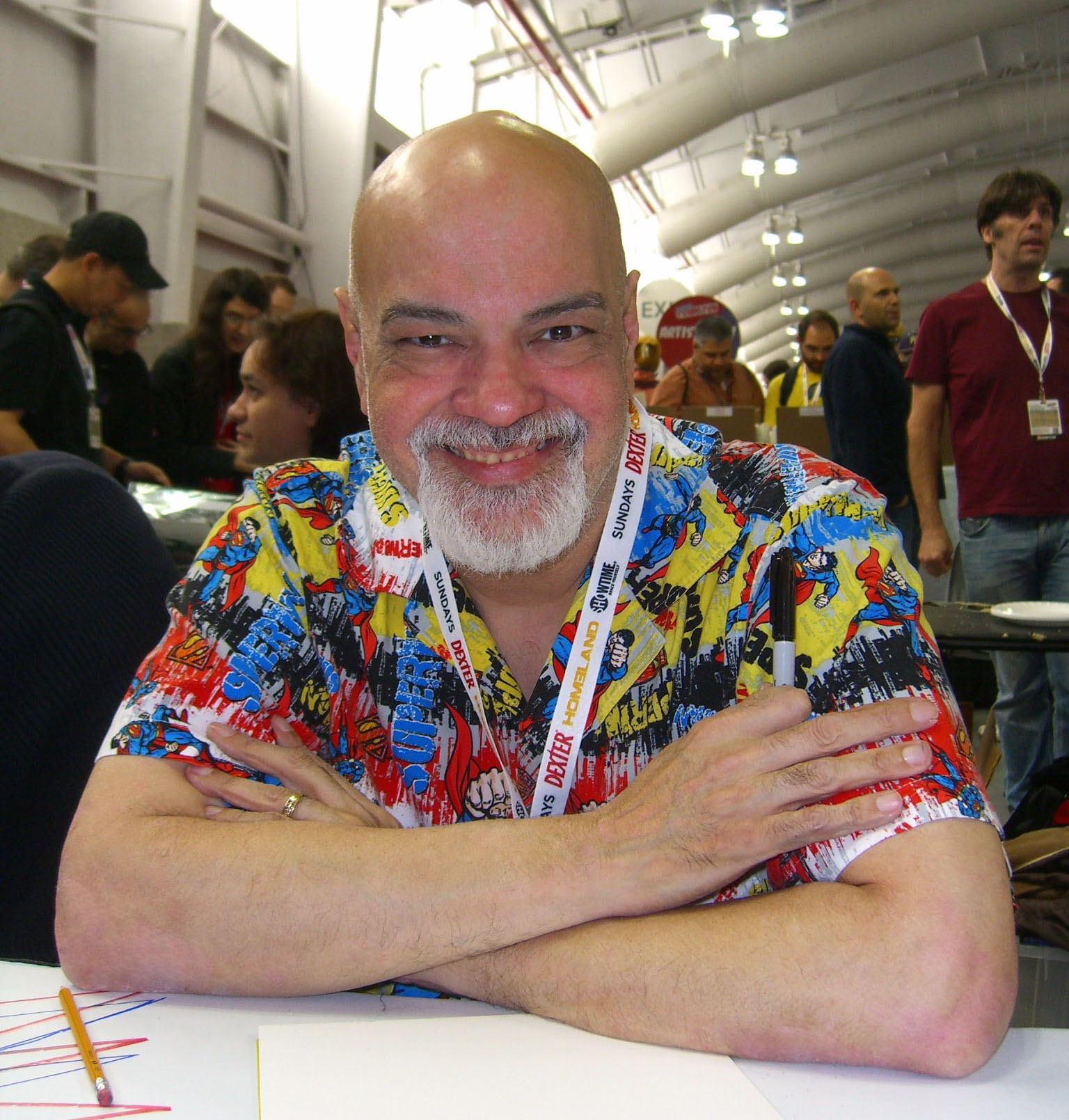
George Pérez est le premier dessinateur à avoir travaillé sur Silverclaw.

Le personnage de Silverclaw, qui a été créé par le scénariste Kurt Busiek et le dessinateur George Pérez en 1998, apparaît pour la première fois dans le volume 3 de la série de comic books Avengers avec les numéros 8 et 9. Deux ans plus tard, elle réapparaît dans la série avec les numéros 26 à 30. Le numéro 26 est scénarisé par Kurt Busiek et dessiné par Stuart Immonen. Dans les quatre numéros suivants, elle retrouve ses créateurs et est au centre du récit avec l'arc narratif intitulé "The Death-Song of Kulan-Gath". C'est à la fin de ce récit qu'elle devient réserviste chez les Vengeurs.
En 2001, en tant que réserviste, elle participe aux aventures des Vengeurs dans Thunderbolts #57-58 scénarisé par Fabian Nicieza, Maximum Security #3 et de nouveau dans la série Avengers #39-40, #43-44 et #46-48 scénarisée par Kurt Busiek. De 2001 à 2002, Silverclaw participe avec les autres membres des Vengeurs aux huit numéros de la série Avengers: Celestial Quest, scénarisée par Steve Englehart et dessinée par Jorge Santamaria. En 2002, elle est présente dans les numéros 52, 53, 55 et 56 de la série Avengers toujours scénarisée par Kurt Busiek. Enfin, ce dernier et la scénariste Mary Jo Duff utilisent le personnage dans les numéros 5 et 6 de la série de comic books The Order.
Durant l'année 2003, Silverclaw a uniquement une brève apparition dans Avengers/JLA #4. L'année suivante, le scénariste Brian Michael Bendis utilise le personnage dans les numéros 501 à 503 du volume 3 de la série Avengers qui a repris son ancienne numérotation. En 2006, elle participe aux événements de la Guerre Civile entre les super-héros dans Fantastic Four vol. 1 #538, scénarisé par J. Michael Straczynski et dessinée par Mike McKone. Silverclaw est mentionnée l'année suivante dans le one-shot Civil War: Battle Damage Report.
En 2007, elle fait partie des jeunes femmes contrôlées par le Maître des maléfices dans l'arc narratif "Puppets", numéros 18 à 20 du second volume de la série Ms. Marvel, scénarisé par Brian Reed et dessiné par Aaron Lopresti (18-19) puis Greg Tocchini (20). Durant l'année 2009, elle apparaît dans Fantastic Four Adventures #47 et a son propre article dans le dixième volume du Official Handbook of the Marvel Universe A to Z - Salem's Seven to Speed. Sa dernière apparition est un rôle mineur dans le numéro 55 de Hulk en 2012.

## Biographie du personnage

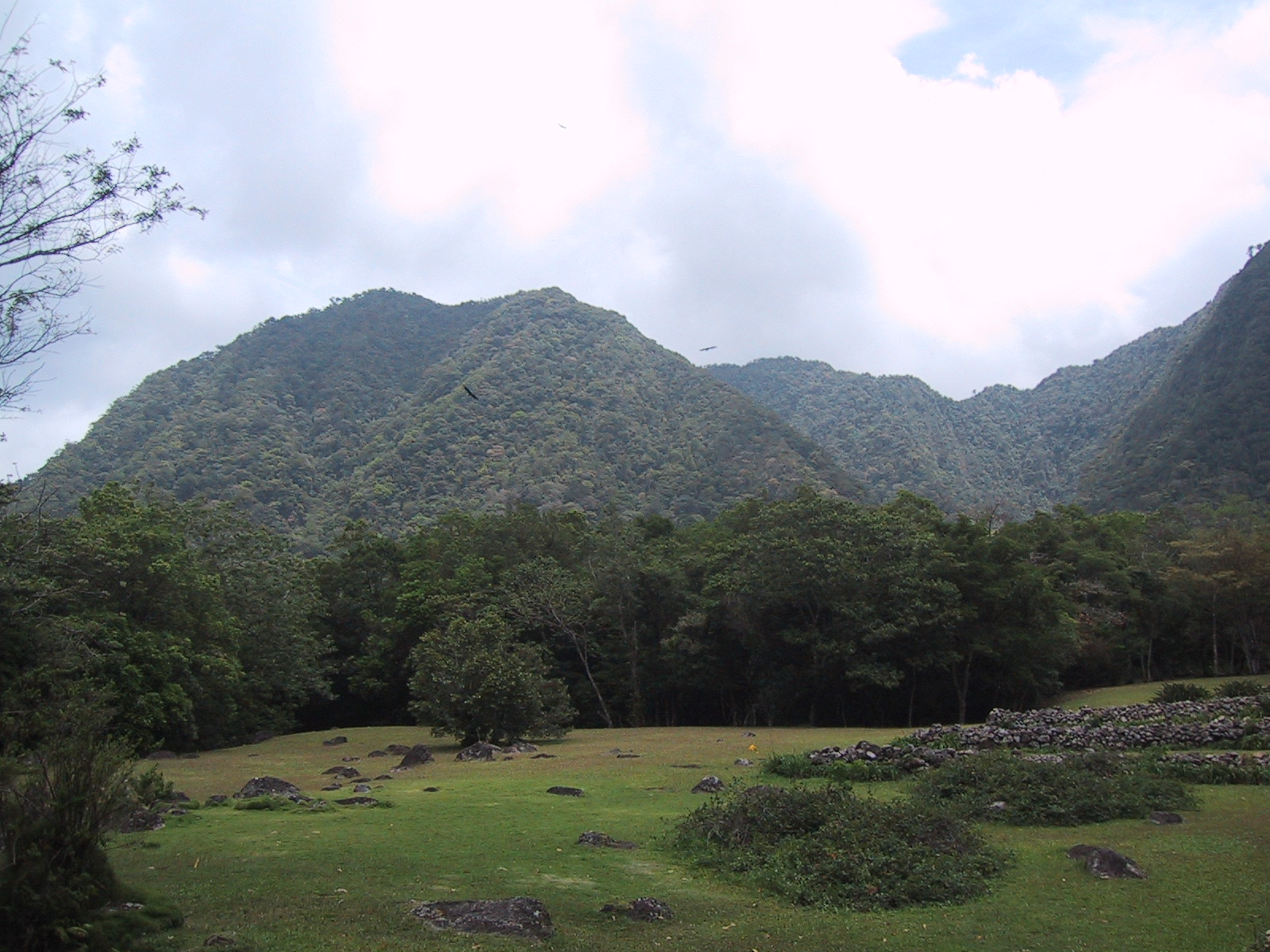
Le Costa Verde d'où est originaire Silverclaw est un pays fictif d'Amérique centrale entre le Costa Rica et Panama.

Maria De Guadalupe "Lupe" Santiago est la fille d'un homme, Jaime Santiago, et d'une déesse inca, Peliali. Son père fait partie des Kamekeri peuple de la nation du Costa Verde, pays fictif d'Amérique centrale entre le Costa Rica et Panama. Ce peuple adorait d'anciennes divinités jusqu'à l'arrivée des missionnaires chrétiens espagnols qui les convertirent. Les dieux des Kamekeri partirent dans les cieux à l'exception de Peliali qui resta pour protéger son peuple. Son père a étudié les anciennes divinités et un jour en revenant de ses recherches dans les montagnes, il ramena Lupe. À la mort de son père, Maria Santiago, encore enfant, est recueillie dans un orphelinat et son éducation est financée par Edwin Jarvis, le majordome des Vengeurs.
Avec l'équipe des Vengeurs, elle affronte le sorcier Kulan Gath et découvre son essence divine,.
Après cette aventure, Lupe commence des études à l'Empire State University et elle devient réserviste des Vengeurs. Ce rôle lui a donné l'occasion d'affronter des adversaires comme Ronan l'Accusateur, Diablo / Esteban De Ablo et Kang le conquérant. Avec d'autres super-héros, Silverclaw affronte la Sorcière Rouge lorsqu'elle tente de détruire les Vengeurs.
Lors de la guerre civile entre les super-héros, elle s'oppose à la loi de recensement des super-héros. Elle est poursuivie par Ms. Marvel qui veut la forcer à s'enregistrer. Finalement étant une citoyenne du Costa Verde, elle n'est pas obligée de se plier à la loi américaine.
Silverclaw et d'autres super-héroïnes Dusk / Cassie St. Commons, Tigra / Greer Grant Nelson, Stature / Cassandra Lang et Araña / Anya Corazon sont capturées et sous le contrôle du Maître des maléfices. Elles sont toutes libérées par Ms. Marvel qui enquêtait sur la disparition d'Araña,.

## Pouvoirs, capacités et équipement
Silverclaw peut se métamorphoser partiellement afin d'utiliser des caractéristiques des animaux vivant au Costa Verde. Lorsqu'elle se transforme, sa peau, ses poils, ses plumes ou ses écailles ont une couleur argentée. Elle a déjà pris l’apparence d'un anaconda, cacatoès, crocodile, jaguar, singe, paresseux et puma. Le costume que porte Lupe est une tenue de cérémonie réalisée par son père.

## Création et analyse

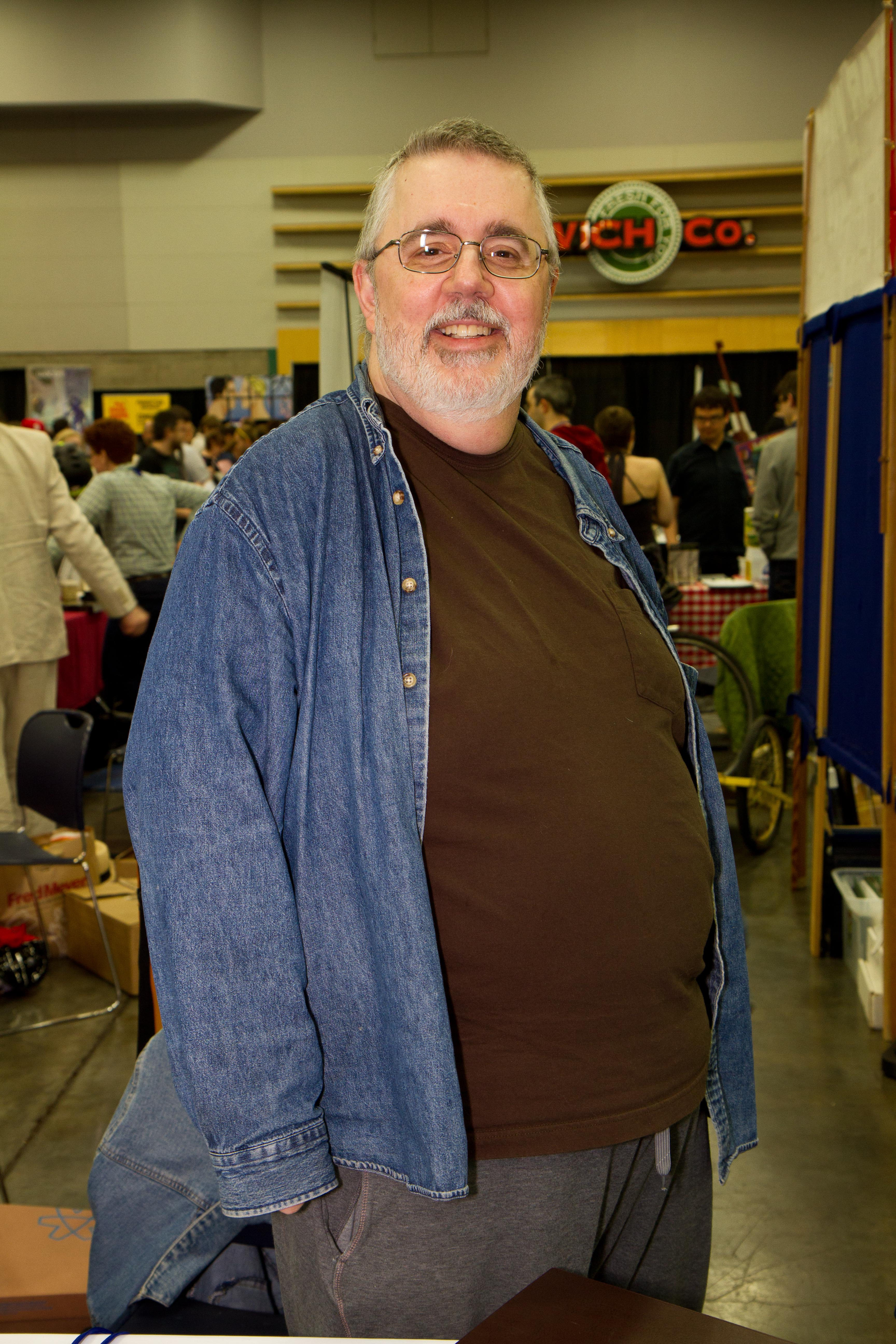
Kurt Busiek est le scénariste-créateur de Silverclaw, de sa tribu et de la mythologie amérindienne qui l'entoure.

Le scénariste Kurt Busiek nomme son personnage Silverclaw, il fait allusion à ses pouvoirs en choisissant un nom composé des mots anglais silver et claw qui signifient respectivement argent et griffe. Lors de sa première utilisation, il nomme Silverclaw en espagnol « La Garra Argentado » qui est une traduction littérale de son nom anglais. Cependant les adjectifs espagnols s’accordent avec le genre, contrairement à l’anglais où ils sont invariables. C'est pourquoi par la suite, le nom a été rectifié en « La Garra Argentada », plus conforme à la grammaire espagnole. Silverclaw fait partie de la tribu fictive des Kamekeri. Il semble que le nom de la tribu soit la réunion de Kame et Keri, deux demi-dieux, fils du dieu Jaguar des indiens Baikari d'Amérique du Sud,. 
William Uchtman, qui a travaillé pour Marvel Comics et est le créateur du site The Guide to the Mythological Universe, fait des liaisons entre les divinités fictives des Kamekeri et les panthéons connus. La déesse Peliali semble inspirée de la déesse hawaïenne Pélé. Les dieux Coniraya, Inti, Manco et Viracocha sont inspirés de leurs homonymes incas.
Lorsque le dessinateur Alan Davis a travaillé sur la série des Vengeurs, il a dû dessiner Silverclaw et Triathlon. Dans une interview, il explique qu'il n'aime pas ces deux personnages et considère qu'ils font partie de la « légion des vengeurs de substitution ».